# كفر تقي
كفر تقي هي إحدى قرى مركز الزرقا التابع لمحافظة دمياط بجمهورية مصر العربية.